# Tifama chera
Tifama chera là một loài bướm đêm thuộc họ Notodontidae. Chúng là loài duy nhất trong chi Tifama, thường được tìm thấy ở Brazil.